# 旅行写真
旅行写真（りょこうしゃしん）とは、旅行先で撮影された写真のこと。紀行写真と呼ばれることもある。
写真史的には、考古学や地誌学の必要性から、19世紀に旅行写真は大いに発展した。しかし一方で、人々の「見たいという欲望」を満たすものとしても発展した。19世紀における旅行写真としては、例えば、フランシス・フリス（1822年-1898年）による、エジプト、シリア、パレスチナなどの写真、フェリーチェ・ベアト（1825年?-1908年?）による、インド、中国、日本などの写真があげられる。